# Gens Annaea
La gens Annaea o Annea fu una gens plebea della Roma imperiale tra il I e il II secolo d.C.. Il membro più illustre fu Lucio Anneo Seneca, filosofo e mentore di Nerone.

## Origini
Lucio Anneo Seneca, il primo della gens di cui abbiamo conoscenza, era nativo di Cordova, nella provincia dell’Hispania Ulteriore. Tuttavia il suo nome e quello dei suoi antenati sono chiaramente di origine romana, il che fa pensare che la famiglia discendesse da coloni romani emigrati in Spagna. Chase classifica il nomen tra quelli originariamente derivati da nomi che terminano in -AES , principalmente di umbra o peligna provenienza. I Peligni erano genti sannitiche del centro Italia, e hanno sostenuto la discesa dal Sabini, un popolo di lingua osca che viveva ad est di Roma. Gli Umbri parlavano una lingua a parte, ma strettamente correlata con quella osca. Stazio Anneo, un amico di famiglia a Roma, potrebbe essere stato un parente, e il suo prenome sostiene la teoria che gli Annaei erano di origine osca o umbra.

## Praenomina
Gli unici praenomina associati agli Annaei sono Lucius, Marcus, Caius e Stazius. I tre primi erano il praenomina latina più comune, mentre Stazio a Roma è generalmente associato agli stranieri, agli schiavi e ai liberti. Dal momento che non si sa nulla sull'origine del medico Stazio Anneo, è possibile che lui fosse un liberto, e che Stazio non fosse stato utilizzato regolarmente dalla famiglia. Tuttavia, se gli Annaei erano di origine osca o umbra, Stazio potrebbe essere stato un nome di famiglia.

## Familiae e cognomina
Gli Annaei non sembrano aver avuto rami distinti, ma, secondo una tendenza che si è verificata durante l'età imperiale, ogni bambino dell'anziano Seneca portava un diverso cognome, compresi i cognomi Novato, Seneca e Mela o Mella. Il figlio di Anneo Mela ha ricevuto i cognomen Lucano, in onore del nonno, Anicio Lucano, un noto avvocato a Corduba. Questo cognome originariamente si riferiva ad un nativo di Lucania. Un liberto degli Annaei portava il cognomen Cornutus. Il cognome Floro, "splendente", è stato utilizzato da un poeta del secondo secolo, e forse anche uno storico dello stesso periodo, anche se era in realtà un membro di questa gens è incerta.

## Membri illustri della gens
- Gaio Anneo Brocco (Gaius Annaeus Brocchus): vissuto nel I secolo a.C., fu senatore;
- Lucio Anneo Seneca il Vecchio (Lucius Annaeus Seneca): vissuto nel I secolo d.C., nato a Cordoba in Hispania, fu retore e padre del più noto Seneca il Giovane, filosofo romano;
- Marco Anneo Novato (Marcus Annaeus Novatus): vissuto nel I secolo d.C., fu retore;
- Lucio Anneo Seneca (Lucius Annaeus Seneca): vissuto nel I secolo d.C., fu filosofo e mentore dell'imperatore Nerone;
- Statio Anneo (Statius Annaeus): vissuto nel I secolo d.C., fu amico e medico di Seneca il Giovane, che assistette in due tentativi di suicidio;
- Marco Anneo Mela (Marcus Annaeus Mela): vissuto nel I secolo d.C., fu padre del poeta Marco Anneo Lucano;
- Marco Anneo Lucano (Marcus Annaeus Lucanus): vissuto nel I secolo d.C., fu un noto poeta ai tempi di Nerone;
- Lucio Anneo Cornuto (Lucius Annaeus Cornutus): vissuto nel I secolo d.C., fu commentatore delle opere di Aristotele, esiliato per volere di Nerone nel 68;
- Lucio Anneo Floro (Lucius Annaeus Florus): uno dei diversi nomi usati per identificare un autore anonimo di una storia di Roma, dalla fondazione della città ai tempi di Augusto;
- Anneo Floro (Annaeus Florus): vissuto nel II secolo d.C., fu un poeta dei tempi di Adriano.